# FCGR1A
FCGR1A (англ. Fc fragment of IgG receptor Ia) – білок, який кодується однойменним геном, розташованим у людей на короткому плечі 1-ї хромосоми.  Довжина поліпептидного ланцюга білка становить 374 амінокислот, а молекулярна маса — 42 632.
| 10         |  | 20         |  | 30         |  | 40         |  | 50         |
| ---------- |  | ---------- |  | ---------- |  | ---------- |  | ---------- |
| MWFLTTLLLW |  | VPVDGQVDTT |  | KAVITLQPPW |  | VSVFQEETVT |  | LHCEVLHLPG |
| SSSTQWFLNG |  | TATQTSTPSY |  | RITSASVNDS |  | GEYRCQRGLS |  | GRSDPIQLEI |
| HRGWLLLQVS |  | SRVFTEGEPL |  | ALRCHAWKDK |  | LVYNVLYYRN |  | GKAFKFFHWN |
| SNLTILKTNI |  | SHNGTYHCSG |  | MGKHRYTSAG |  | ISVTVKELFP |  | APVLNASVTS |
| PLLEGNLVTL |  | SCETKLLLQR |  | PGLQLYFSFY |  | MGSKTLRGRN |  | TSSEYQILTA |
| RREDSGLYWC |  | EAATEDGNVL |  | KRSPELELQV |  | LGLQLPTPVW |  | FHVLFYLAVG |
| IMFLVNTVLW |  | VTIRKELKRK |  | KKWDLEISLD |  | SGHEKKVISS |  | LQEDRHLEEE |
| LKCQEQKEEQ |  | LQEGVHRKEP |  | QGAT       |  |            |  |            |

A: Аланін

C: Цистеїн

D: Аспарагінова кислота

E: Глутамінова кислота

F: Фенілаланін

G: Гліцин

H: Гістидин

I: Ізолейцин

K: Лізин

L: Лейцин

M: Метіонін

N: Аспарагін

P: Пролін

Q: Глутамін

R: Аргінін

S: Серин

T: Треонін

V: Валін

W: Триптофан

Кодований геном білок за функціями належить до рецепторів, фосфопротеїнів. 
Задіяний у таких біологічних процесах як імунітет, вроджений імунітет, поліморфізм. 
Локалізований у клітинній мембрані, мембрані.